# Sullivan's Travels
Sullivan's Travels és una comèdia americana dirigida per Preston Sturges i estrenada el 1941.

## Argument
Un realitzador americà de molta anomenada per les seves comèdies però cansat de Hollywood, decideix produir una pel·lícula més dramàtica i afermada a la realitat: O Brother Where Art Thou. Disfressat de vagabund, intenta comprendre les aspiracions dels més desfavorits.

## Repartiment
- Joel McCrea: John L. Sullivan
- Veronica Lake: Mary Wilson
- Robert Warwick: Mr Lebran
- William Demarest: Mr Jones
- Franklin Pangborn: Mr Casalsis
- Porter Hall: Mr Hadrian
- Byron Foulger: M. Johnny Valdelle
- Margaret Hayes: La secretària
- Robert Greig: Burroughs

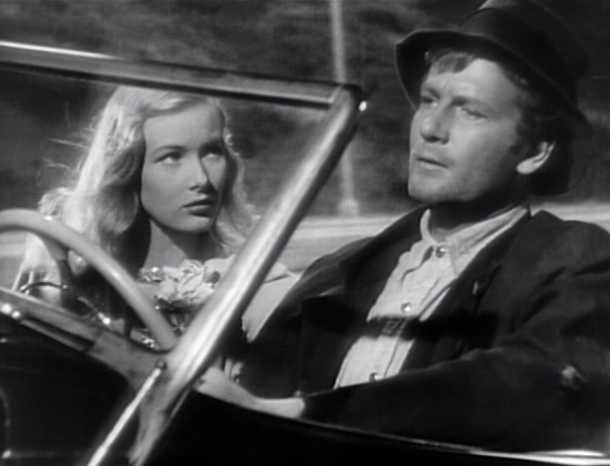
Veronica Lake i Joel McCrea.

- Eric Blore: La minyona de Sullivan
- Torben Meyer: El doctor
- Victor Potel: El càmera
- Richard Webb: L'home de la ràdio
- Charles R. Moore: Cap
- Almira Sessions: Ursula
- Jimmy Conlin: Trusty

## Al voltant de la pel·lícula
- El personatge de Veronica Lake sap pel diari que Sullivan és sempre viu, es pot veure en segon pla el realitzador i el guionista de la pel·lícula Preston Sturges fer un cameo.
- Veronica Lake estava embarassada en el rodatge de la pel·lícula; ho havia amagat en el càsting.
- La pel·lícula estava al 61è lloc en el Top 100 de l'American Film Institute el 2007.
- La pel·lícula comença amb un homenatge als saltimbanquis:

| « | To the memory of those who made us laugh: the motley mountebanks, the clowns, the buffoons, in all times and in all nations, whose efforts have lightened our burden a little, this picture is affectionately dedicated. | » |